# Daniel Gerson
Daniel Gerson (New York, 1 augustus 1966 – Los Angeles 6 februari 2016) was een Amerikaans scenarioschrijver.

## Levensloop en carrière
Gerson studeerde aan de Cornell-universiteit. Hij begon te werken bij Pixar Animation Studios in 1999. Samen met Andrew Stanton schreef het scenario voor Monsters, Inc. (2001). Aan het scenario van Monsters University (2013) werkte hij zeven jaar. Hierna werkte hij nog aan de scripts van de films Big Hero 6 (2014) en Cars 3 (2017). Hiernaast leverde hij ook nog werk voor de films Chicken Little (2005), Cars (2006) en Meet the Robinsons (2007). 
Gerson sprak de stemmen in van Needleman & Smitty voor Monsters, Inc. (2001), overige stemmen voor Monsters University (2013) en Desk Sergeant voor Big Hero 6 (2014). 
Gerson overleed in 2016 aan een hersentumor op 49-jarige leeftijd.